# Leopold Hofinger
Leopold Hofinger (* 22. Juli 1937 in Grieskirchen, Hausruckviertel, Österreich; † 25. Dezember 2008) war ein österreichischer Landwirt und Politiker (ÖVP).

## Leben
Leopold Hofinger absolvierte die Landwirtschaftliche Fachschule Otterbach und war seit 1957 selbstständiger Landwirt in Paschallern.

## Politik
Er engagierte sich von 1973 bis 1985 im örtlichen Gemeinderat von Grieskirchen, zugleich war er bis 1979 Landtagsabgeordneter im oberösterreichischen Landtag. Von 1978 bis 1989 war er Obmann der ÖVP Grieskirchen.
Hofinger war von 1978 bis 1997 Mitglied der Landesregierung in Oberösterreich und Landesrat der Aufgabengruppen Agrar-, Jagd-, Fischer- und Feuerwehrwesen. Er war Vizepräsident des Österreichischen Bauernbundes bis 1998 und engagierte sich unter anderem 1964 als Aufsichtsrat der Lagerhausgenossenschaft in Grieskirchen. Er war von 1967 bis 1973 Mitglied der Landwirtschaftskammer-Vollversammlung und anschließend bis 1978 Obmann der Bezirksbauernkammer. Von 1977 bis 1985 war er Obmann der Lagerhausgenossenschaft in Grieskirchen und 1978 im Aufsichtsrat der Oberösterreichischen Versicherung. Im Jahr 1982 war er Vorsitzender des Aufsichtsrates der Oberösterreichischen Versicherung und danach von 1984 bis 1998 Obmann des Oberösterreichischen Bauern- und Nebenerwerbsbauernbundes und Bezirksparteiobmann von Grieskirchen. Im Jahr 1985 wurde er Genossenschaftsanwalt des Oberösterreichischen Raiffeisenverbandes und ein Jahr später Generalanwalt-Stellvertreter des österreichischen Raiffeisenverbandes.